# コナン (ハビエル・ミレイの犬)
コナン（Conan）は第59代アルゼンチン大統領ハビエル・ミレイがかつて飼っていた犬。犬種はイングリッシュ・マスティフ。1982年の映画『コナン・ザ・グレート』でアーノルド・シュワルツェネッガーが演じたキャラクターに因んでコナンと命名された。2004年から飼い始めたコナンは独身で家族のいないミレイにとって最高の友あるいは息子のように感じられ、常に身近で最大の愛を持って支えてくれる存在だったが2017年に脊椎がんで亡くなった。
2018年、コナンとの死別を受け入れ難いミレイは保存していたコナンの細胞をアメリカのPerPETuate社に託しクローン犬を誕生させた。またコナンに加えミルトン、マレー、ロバート、ルーカスと名付けた4頭のクローン犬も手に入れた。ミレイは身近なクローン犬たちはもちろん他界したコナンとも霊媒師を通して会話し政策面で助言を得たとして大統領当選後に最大の感謝を述べた。こうしたオカルトめいたミレイの発言はたびたび世間に論争を巻き起こした。

## 生涯
2004年頃生まれたコナンは子犬のうちにミレイに引き取られた。ミレイは彼の存在を「真実のそして最高の愛」であり「まさしく私の息子」だと語っている。傍らに寄り添い苦難の日々を支えてくれたコナンに深い愛情を注ぎ、例えば夕食時にシャンパンを振る舞うなど人間の家族同様の扱いをしていたことも明かした。
2017年コナンは脊椎がんで亡くなった。ミレイは霊媒師の導きにより死後のコナンとコンタクトを開始しやがてお互い前世で出会っていたと信じるに至った。その内容は前世で剣闘士とライオンとして出会ったが来世の壮大なプロジェクトで協力する運命であることを予見し決闘を拒んだというもので、ミレイはこれを来るべきアルゼンチン大統領選への出馬を預言したものと解釈した。
ミレイはまたコナンの死を現実的な死ではなく「物理的な消失」と呼び、あたかもまだ存在するかのように振る舞い続けた。コナンはミレイを守るために神の隣に座っておりそのおかげでミレイは神自身とも対話できるようになったのだと語った。

## クローン
2018年、コナンのDNAを利用したクローン犬入手にあたってミレイはアメリカの企業PerPETuate社に5万ドル（当時のレートで約550万円）を支払った。クローン化の意図はコナンを永遠に手元に置きたいとの願いからだった。クローニングで誕生した犬は6頭だったが1頭はすぐに亡くなってしまった。夭逝した1頭は「小さな天使（Angelito）」、残りの5頭はそれぞれ1頭がコナン他の4頭は尊敬する経済学者にあやかりミルトン（ミルトン・フリードマン）、マレー（マレー・ロスバード）、そしてロバートとルーカス（いずれもロバート・ルーカス）と命名された。ミレイにとって新しいコナンは初代コナンの生まれ変わりであり自分の息子、そしてミルトン以下4頭は孫に等しい存在だと語った。ミレイは彼らを「四つ足の子供たち」と呼んでいる。
ミレイは妹カリーナや霊媒師の手助けとテレパシーの探求により初代のコナンやクローン犬たちと会話できると主張している。彼によれば新しいコナンは総合戦略を、ロバートは未来の予見と失敗からの学びを、ミルトンは政治を、そしてマレーは経済を担当する助言者たちであるとされる。こうした超自然的な発言はしばしば世間の論争を巻き起こした。疑念を抱くマスコミのインタビューに対しミレイは「私が自宅でどんな霊的な行為をしようがそれは私の勝手だ。コナンが政治のアドバイスをしてくれるなら、即ちそれは彼が最高のコンサルタントだということだ」と回答した。

## 2023年 大統領選挙戦

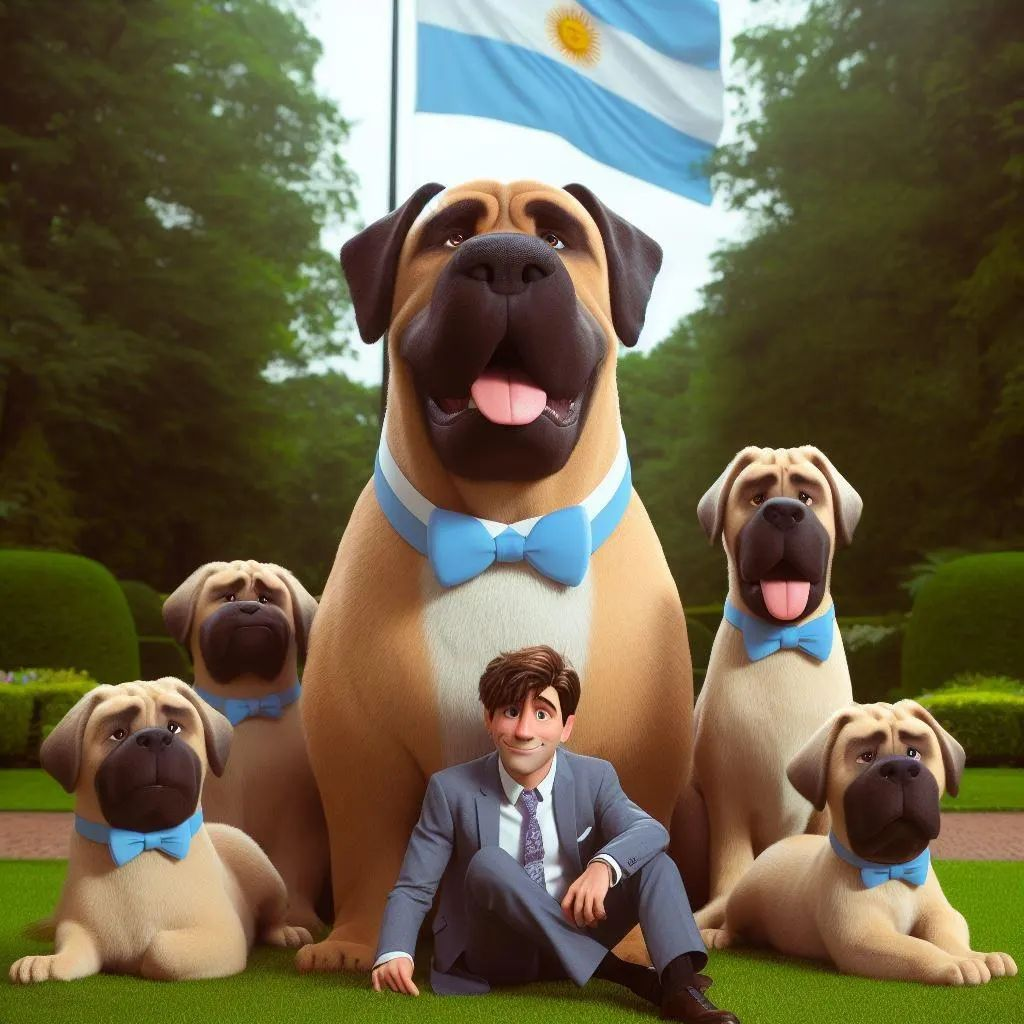
ミレイが大統領当選後Instagramに「家族写真」として投稿したAI生成画像。ミレイを囲む中央の大きな犬がコナンを、小さな犬たちがミルトン、マレー、ロバート、ルーカスを表している。

コナン、クローンコナン、そして4頭のクローン犬たち、彼らの存在とテレパシーなどにまつわるエピソードはミレイが政界で頭角を現し大統領選に出馬する頃には国内のみならず海外でも注目を集めた。クローン犬を提供したPerPETuate社の社長ロン・ギレスピーは「私に投票権はないが5頭の犬を大統領選に参加させている」と語った。
ミレイは自分と初代コナンが神に導かれ使命を全うするため巡り合わされたと信じていた。彼らの初めての出会いは2000年以上前のローマ帝国のコロッセオで、剣闘士のミレイとライオンのコナンは決闘を義務付けられた立場だったが、来世で協力して壮大なプロジェクトに挑む運命であることを予見し闘いを避けたのだという。またその使命がこの大統領選であるとも確信していた。選挙戦勝利後、ミレイは親族で唯一の理解者であり犬たちとの交信を手助けしてくれた妹カリーナに加え、コナンを始めとする犬たちに最大級の感謝を述べた。

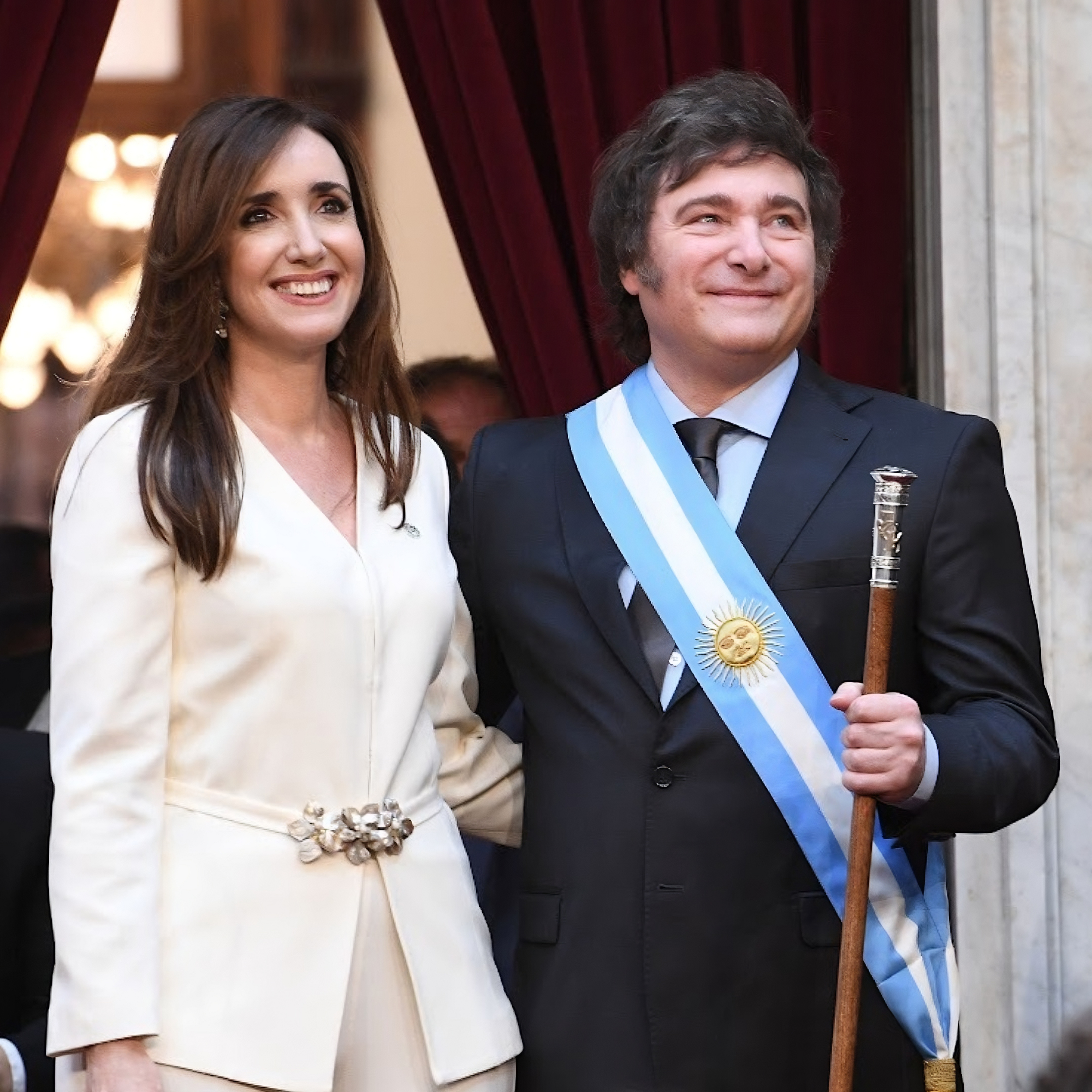
2023年12月10日、大統領就任式に臨む第59代アルゼンチン大統領ハビエル・ミレイ（右）と副大統領ビクトリア・ビヤルエル（左）。ミレイが手にする大統領警棒の頭部には5頭の犬たちの顔が彫られた。

大統領選出から5日後の2023年11月24日、ミレイは「家族写真」とのタイトルで自らのInstagramにAI生成の画像を投稿した。そこにはミレイと5頭の犬たちが描かれていた。中央の犬だけかなり大きく描かれコナンであることを現していた。この画像には多くのコメントが投稿された。
第59代アルゼンチン大統領に就任したミレイは、就任式で渡される大統領警棒にコナンと4頭の犬たちが彫刻されたものを採用した。歴代大統領の警棒を担当した伝説の金細工職人フアン・カルロス・パヤロルスが提供した警棒や、他の職人が手掛けた伝統のライオン彫刻の警棒などを選ばなかった結果ちょっとした「警棒騒動」に発展した。自作の警棒が採用されたと主張していたパヤロルスは後にミレイの広報担当から嘘つきだと非難された。
ミレイはキンタ・デ・オリヴォス（大統領官邸）に犬舎を増築し4頭の犬も住まわせる予定だと公言したことからスタッフの間にはセキュリティ上の懸念が広がった。なお官邸に住む犬は5頭のうち孫たちと呼ぶ4頭でコナンは含まれないように見受けられた。ミレイがコナンに言及する際新旧どちらのコナンを指すのか区別せず曖昧で、公の写真には4頭しか登場しないためコナンの存在が疑問視されたがミレイ或いは大統領報道官から明確な回答は得られていない。